# Liga Muçulmana de Maputo
Liga Muçulmana de Maputo is een Mozambikaanse voetbalploeg uit de hoofdstad Maputo.
De club werd opgericht op 8 november geldt als een van de rijkste clubs van het land. In 2010 werd de club voor het eerst landskampioen.

## Titels
Landskampioen
2010, 2011, 2013
Beker van Mozambique
2012
Supercup
2013